# Christian Münzner
Christian Münzner (Frisinga, 21 agosto 1981) è un chitarrista tedesco.
Noto chitarrista death metal, conosciuto soprattutto per il suo stile neo-classico.
È stato un membro dei Necrophagist, con cui ha inciso l'album Epitaph. In precedenza ha suonato con i Defeated Sanity, band brutal death metal.
Nel 2008 entra a far parte degli Obscura, band progressive death metal, registrando gli album Cosmogenesis e Omnivium.
Dal giugno 2009 collabora con i Spawn of Possession come chitarrista solista.
Ha collaborato anche con i Paradox.
Nel 2014 lascia gli Obscura per concentrarsi maggiormente sul suo progetto solista: gli Alkaloid. In cui collabora con Hannes Grossman, ex batterista degli Obscura (uscito dalla band contemporaneamente a Christian), e Linus Klausenitzer, ex bassista degli Obscura. Incide con loro il primo album The Malkuth Grimoire. Nel 2020 ritorna a far parte degli Obscura.

## Discografia
- 2001 - Defeated Sanity - The Parasite
- 2002 - Defeated Sanity - Collapsing Human Failures
- 2004 - Necrophagist - Epitaph
- 2009 - Obscura - Cosmogenesis
- 2011 - Terrestrial Exiled - Duodecimal Levorotation Single
- 2011 - Obscura - Omnivium
- 2011 - Timewarp
- 2011 - Obscura - Illegimitation
- 2012 - Spawn of Possession - Incurso
- 2012 - Paradox - Tales of the Weird
- 2014 - Beyond The Wall Of Sleep
- 2015 - Alkaloid - The Malkuth Grimoire
- 2016 - Eternity's End - The Fire Within

## Equipaggiamento
Chitarre;
- Ibanez RGT6EXFX
- Ibanez JEM77BFP
- Ibanez XPT707 sette corde
- Ibanez JEM77V
- Ibanez RGD2127Z sette corde
- Ibanez RGA7 sette corde

Amplificatori;
- ENGL E 530 preamp
- ENGL 840/50 poweramp

Guitar Picks:;
- Dunlop Jazz III

Effetti;
- TC Electronic G Major multi-effects unit[1]
- Fractal Audio Axe FX II